# Jump! (加藤英美里のアルバム)
『Jump!』（ジャンプ!）は、加藤英美里の3作目のオリジナルアルバムである。2010年10月6日にポニーキャニオンから発売された。

## 解説
初のミニアルバム。

## 収録曲
1. FES on the planet ※通常版のみ収録
2. ナギナタガール
3. Twittest!!
4. 暴君失脚
5. デフォルト
6. 恋の全自動世話焼き器
7. 唇からサスピション
8. ハチミツフロマージュ